# Cycle des robots

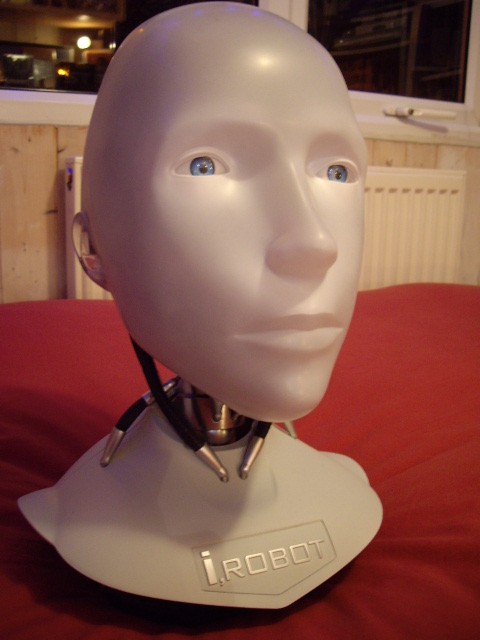
Tête d'un robot du film iRobot.

Le Cycle des robots (Robot series), qui a inspiré le film I, Robot (d'après Le Robot qui rêvait) , regroupe plusieurs romans et recueils de nouvelles d'Isaac Asimov, dont voici l'ordre chronologique :
- Les Robots
- Un défilé de robots
- Les Cavernes d'acier
- Face aux feux du soleil
- Les Robots de l'aube
- Les Robots et l'Empire

Ce cycle s'étend de l'année 1980 jusque vers 5090, ce qui correspond au moment où les robots vont se développer, et à celui où les humains auront deux grandes vagues de colonisation (spacien et colonien) dans toute la galaxie.
Il précède le cycle de l'Empire, et sa suite est le Cycle de Fondation (les trois derniers romans ont d'ailleurs servi à y intégrer le cycle des robots qui en était auparavant indépendant).
Chronologie globale de l'univers fictif d'Isaac Asimov (dates apr. J.-C.)
Chronologie du Cycle de Fondation (dates de l'Ère Galactique)
Dans chacun de ces livres sont évoquées les Trois lois de la robotique :
- Première Loi : « Un robot ne peut porter atteinte à un être humain ni, restant passif, laisser cet être humain exposé au danger. »
- Deuxième Loi : « Un robot doit obéir aux ordres donnés par les êtres humains, sauf si de tels ordres sont en contradiction avec la Première Loi. »
- Troisième Loi : « Un robot doit protéger son existence dans la mesure où cette protection n'entre pas en contradiction avec la Première ou la Deuxième Loi. »

Ces trois lois de la robotique font que le robot n'est plus effrayant comme l'était l'entité hors de tout contrôle dans le mythe de Frankenstein.
De même, dans ces livres, est défini ce qu'est un cerveau positronique (unité centrale suffisamment développée pour être une forme de conscience chez les robots, et qui prend en compte les trois lois de la robotique).
La nouvelle L'Homme bicentenaire, qui a été adaptée dans un film, traite bien des robots, des trois lois de la robotique  et des cerveaux positroniques, mais ne fait pas partie du cycle.

## Les romans
- Les Robots

décrit la mise en place au XXe siècle et XXIe siècle des robots par Susan Calvin, robopsychologue en chef de U.S. Robotics Inc. (via les cerveaux positroniques), les problématiques liées aux lois de la robotique, et le développement des vaisseaux hyperspatiaux.
- Les Cavernes d'acier

Dans un futur plus lointain, une partie de l'humanité qui a transformé son corps pour vivre plus longtemps, les spaciens, ont colonisé l'espace avec l'aide de robots, tandis que les humains, traumatisés par cette technologie, vivent dans des cités sous dôme, "les cavernes d'acier". Elijah Baley, inspecteur de police de la ville de New York, doit enquêter sur le meurtre d'un spacien commis sur Terre. Pour cette enquête, il a pour coéquipier un robot humanoïde spacien, R. Daneel Olivaw, et évolue sur fond d'émeutes antirobots. Il rencontre, dans la représentation spacienne sur Terre, le docteur Han Fastolfe qui prône la colonisation de l'espace par les terriens, afin que la Terre ne reste pas recroquevillée sur elle-même.
L'autre raison qui fait que Han Fastolfe  préconise la colonisation de l'espace par les terriens est que les mondes colonisés par les spaciens (donc par la première vague de terriens qui vont par la suite transformer leur corps pour vivre plus longtemps) tendent à être décadents. D'une part, les spaciens sont tellement dépendants des robots qu'ils ne savent plus se débrouiller sans eux ; d'autre part, leur longue durée de vie pose un problème car ils n'innovent plus et n'ont plus l'envie de coloniser de nouvelles planètes. La solution serait donc que les humains puissent coloniser de nouvelles planètes sans avoir besoin de robots, et sans avoir envie d'allonger leur durée de vie.
- Face aux feux du soleil

Elijah Baley, toujours avec l'aide de R. Daneel Olivaw doit maintenant enquêter au sujet d'un meurtre ayant eu lieu sur une autre planète : Solaria. Au cours de son enquête, il va rencontrer Gladia Delamarre, une solarienne (donc spacienne) avec qui il va avoir une relation affective.
Solaria est le dernier des 50 mondes colonisés par les spaciens, et que, dans ce monde, il y a peu de spaciens pour beaucoup de robots. Et que chaque spacien, responsable de son immense domaine, n'a de contact avec personne (aucun spacien) autrement que par holographie, qui est leur moyen de communication.
- Les Robots de l'aube

Elijah Baley, avec l'aide de R. Daneel Olivaw enquête au sujet d'un roboticide ayant eu lieu sur la planète Aurora (1er des 50 mondes colonisés par les spaciens), et va retrouver Gladia, qui a préalablement migré vers cette planète. Celle-ci est maintenant en présence de R. Daneel Olivaw mais aussi de R. Giskard Reventlov, un autre robot, qui vont aider Elijah Baley dans son enquête. La population  aurorienne accuse le docteur Han Fastolfe de ce robocide. Si cette enquête réussi à le disculper, Han Fastolfe aura plus de pouvoir sur Aurora, et ainsi les terriens auront l'autorisation des spaciens de coloniser l'espace. Tout à la fin, après avoir réussi à innocenter Han Fastolfe, Elijah Baley révèle en privé à Giskard Reventlov qu'il sait qu'il a un pouvoir de télépathie (de modifier les états mentaux et les décisions des humains).
- Les Robots et l'Empire

Elijah Baley est maintenant mort de vieillesse depuis longtemps. R. Daneel Olivaw et R. Giskard Reventlov mettent en place la loi 0 de la robotique qui stipule que la priorité est de faire des actions  favorisant l'Humanité, au détriment d'ordres donnés par un/des humain(s) (qui est la loi 2 de la robotique). D'ailleurs, R. Giskard Reventlov est le premier robot à agir selon la Loi Zéro.
Gladia, célèbre dans la galaxie (par exemple dans Bayleyworld, qui est l'un des premiers mondes colonisés par la seconde vague de terriens que l'on appelle monde colonien) fait des discours en public, aidée par R. Giskard Reventlov qui a le pouvoir de modifier l'état mental de l'auditoire (via son pouvoir de télépathie). Elle cherche à apaiser les tensions entre spaciens et terriens/coloniens (tension qui s'est accrue depuis que les terriens ont commencé à coloniser de nouveaux mondes) 
R. Daneel Olivaw et R. Giskard Reventlov décident - dans les dernières pages du livre - de détruire la Terre (destruction qui sera progressive sur 150 ans) afin de pousser les terriens à coloniser beaucoup plus rapidement l'espace, et donc de favoriser l'Humanité (ce qui est en accord avec la loi 0 de la robotique). Et tout à la fin, R. Giskard Reventlov meurt tout en transmettant à R. Daneel Olivaw son pouvoir de télépathie.

## Protagonistes principaux
Voir la liste des personnages dans la série des robots de Isaac Asimov :
- Susan Calvin
- Elijah Baley
- Gladia Delamarre
- Han Fastolfe
- R. Daneel Olivaw
- R. Giskard Reventlov

## Sujets abordés
Ce cycle évoque des sujets novateurs pour l'époque 
- Le développement et l'évolution de l'intelligence et de la conscience artificielles
- Les colonisations spatiales, et la terraformation des autres planètes.
- L'allongement de la durée de vie par les spaciens, qui se rapproche de l'un des objectifs prôné par le transhumanisme[1].